# Un joueur enragé
Pour plus de détails, voir Fiche technique et Distribution.
Un joueur enragé (titre original : The Bridge of Sighs) est un film américain réalisé par Phil Rosen, sorti en 1925.

## Fiche technique
- Titre original : The Bridge of Sighs
- Réalisation : Phil Rosen
- Scénario : Louis D. Lighton, Hope Loring d'après une histoire de Charles K. Harris
- Production : Warner Bros.
- Photographie : John J. Mescall
- Genre : Mélodrame[1]
- Pays de production :  États-Unis
- Distributeur : Warner Bros.
- Durée : 70 minutes
- Date de sortie : 1er janvier 1925

## Distribution
- Dorothy Mackaill : Linda Harper
- Creighton Hale : Billy Craig
- Richard Tucker : Glenn Hayden
- Alec B. Francis : John Harper
- Ralph Lewis : William Craig
- Cliff Saum as Smithers
- Fanny Midgley : Mrs. William Craig
- Aileen Manning : Mrs. Smithers

## Statut du film
Une copie incomplète du film est conservée au Centre national du cinéma et de l'image animée de Bois-d'Arcy.